# Stumble.Stop.Repeat.
Stumble.Stop.Repeat è il primo EP della band di Sheffield, i 65daysofstatic, pubblicato il 1º dicembre 2003 con Dustpunk Records.

## Tracce
1. Play.Nice.Kids – 4:07
2. Thrash Waltz – 4:42
3. AOD – 6:28
4. Dnl.Mash-Up – 4:28
5. Ophelia.Remix – 7:23